# Cho Haeil
Cho Haeil, nacido con el nombre de Cho Hae-ryong (Manchuria, 18 de abril de 1941-19 de junio de 2020) fue un escritor surcoreano.

## Biografía
Cho Haeil nació el 18 de abril de 1941 en Manchuria y originalmente recibió el nombre de Haeryong, que significa «dragón de mar». Después de la liberación de Corea, su familia volvió a Seúl, y cinco años más tarde empezó la Guerra de Corea. Durante la guerra, su familia se exilió en Busan y volvió a Seúl en 1954, después de la firma del armisticio. Cho Haeil fue a la escuela secundaria Boseong, donde, según él mismo ha manifestado, «obtuvo las notas más bajas de la escuela». Fue miembro del taller de escritura creativa de esta escuela. En 1960 vivió la Revolución Estudiantil de abril, de la que dijo que estaba muy orgulloso por lo conseguido por los demás, pero avergonzado por no haber participado.
En 1961 entró en la Universidad Kyunghee, donde se licenció en Literatura Inglesa y conoció a Hwang Sunwon, uno de los escritores coreanos más importantes de la época. Se graduó en 1966 y realizó el servicio militar obligatorio. Después de acabarlo empezó a escribir. En los ochenta empezó a enseñar escritura creativa en la Universidad Kyunghee. Se casó en 1972 y tuvo un hijo.
Falleció a los setenta y nueve años el 19 de junio de 2020.

## Obra
Debutó con el relato El hombre que muere cada día, que ganó el primer premio del Concurso Literario de Primavera del periódico JoongAng Ilbo en 1970. En los siguientes cuatro años fue bastante prolífico y publicó al menos doce cuentos y la novela corta América. En 1976 publicó La mujer del invierno, que consiguió un importante éxito y lo convirtió en un escritor reconocido, aunque en su opinión «su fama no es merecida». Desde 1974 a 1986 escribió de forma continua, tanto relatos como novelas en entregas para periódicos.
Su obra a menudo se centra en la debilidad de los individuos y sociedades. América cuenta la historia de cómo un hombre y la comunidad local son deformados por la presencia de las tropas de los Estados Unidos. Su novela corta La máscara de hierro cuenta la historia de una pareja atacada, en la que la mujer es golpeada; mientras que Los psicólogos explora la dinámica de la violencia en el interior de un autobús.

## Obras en coreano
- América (recopilación) 아메리카
- Los niños de Dios (novela corta)
- La mujer de invierno 겨울여자
- El hombre del tejado 지붕위의 남자
- Día de lluvia
- El país al que no se puede ir 갈수없는 나라
- X 엑스